# Zapalenie nerwu wzrokowego
Zapalenie nerwu wzrokowego – stan zapalny nerwu wzrokowego, drugiego nerwu czaszkowego, będącego elementem drogi wzrokowej łączącej gałkę oczną z korą wzrokową, zagrażający wystąpieniem ślepoty.
Wyróżnia się w zależności od umiejscowienia i obrazu oftalmoskopowego jego dwie postacie: 
- zapalenie tarczy nerwu wzrokowego – proces zapalny umiejscawia się w przednim odcinku nerwu wzrokowego[1], dochodzi do zmian w obrębie tarczy nerwu wzrokowego (początkowo zaczerwienienie, wygładzenie  krawędzi, a potem obrzęk), które udaje się wychwycić badaniem oftalmoskopowym;
- pozagałkowe zapalenie nerwu wzrokowego – proces zapalny umiejscawia się w dalszym odcinku nerwu wzrokowego, w początkowym okresie nie dochodzi do zmian w obrębie tarczy nerwu wzrokowego.

Przyczynami zapalenia nerwu wzrokowego mogą być:
- stwardnienie rozsiane – rozwija się u 50% chorych w ciągu 15 lat trwania choroby;
- choroby zapalne zatok przynosowych, opon mózgowych, mózgu, procesy zapalne wewnątrzgałkowe;
- kiła;
- leki np. etambutol.

Objawami zapalenia nerwu wzrokowego, niezależnie od postaci, są:
- zmniejszenie ostrości widzenia;
- ograniczenie pola widzenia, charakterystyczne jest wystąpienie ubytku środkowego w polu widzenia;
- zaburzenia percepcji barw, zwłaszcza barwy czerwonej i zielonej;
- objawy towarzyszące takie jak: ból głowy i bolesność gałek ocznych;
- ból za okiem.

Zapalenie nerwu wzrokowego może przebiegać w formie ostrej. W tej postaci objawy narastają szybko, doprowadzając do ślepoty.
W leczeniu stosuje się glikokortykosteroidy, metyloprednizolon przez 5 dni, prednizon doustnie przez 10 dni.